# Qax
Qax (ryska: Кахи) är en distriktshuvudort i Azerbajdzjan.   Den ligger i distriktet Qax Rayonu, i den norra delen av landet, 270 km väster om huvudstaden Baku. Qax ligger 590 meter över havet och antalet invånare är 11 992.
Terrängen runt Qax är kuperad åt sydväst, men åt nordost är den bergig. Qax är det största samhället i trakten. 
Omgivningarna runt Qax är en mosaik av jordbruksmark och naturlig växtlighet. Runt Qax är det ganska glesbefolkat, med 36 invånare per kvadratkilometer.